# Andy Singer
 (février 2025).
- Si vous ne connaissez pas le sujet, laissez ce bandeau (vous pouvez alors contacter les auteurs).
- Si vous supprimez le contenu mis en cause (vous pouvez préalablement contacter les auteurs),

argumentez précisément cette suppression dans la page de discussion
(un manque de référence n'est pas un argument ; une recherche réelle de référence doit avoir été effectuée, être formellement documentée).
Pour les articles homonymes, voir Singer.
Andy Singer est un dessinateur américain né en 1965. Il vit et travaille en indépendant à Saint Paul dans le Minnesota (États-Unis).

## Biographie
Ses dessins, dont le style est largement inspiré par celui de Robert Crumb paraissent dans de nombreux journaux et magazines : The Funny Times, The Bay Monthly, Hopedance, Athens News, Rocky Mountain Chronicle, Random Lengths, Seven Days, Salt Lake City Weekly, et The Eugene Weekly.
En France, les éditions Berg International ont publié en 2006 un recueil de ses comics intitulé "Ils m'énervent (mais je garde mon calme)". On peut aussi voir ses dessins dans le mensuel La Décroissance et dans le journal Les Allumés du Jazz.
Dans son œuvre, essentiellement en noir et blanc, il critique le monde technologique et industriel moderne et leurs dérives : pollution, transport routier ou même le pouvoir des firmes transnationales. Il met généralement en scène des personnages dans des situations absurdes.

## Œuvres (choisies)
- D-Day (1998)
- Ils m'énervent (mais je garde mon calme) (2006)
- Andy Singer, no exit (2004)
- CARtoons le cauchemar automobile 	(2001)
- A corporate revolution (10 juin 2015)
- Invading New Markets (juillet-août 1998)